# Zach Parise
Zachary Justin Parise (* 28. července 1984, Minneapolis, Minnesota, USA) je bývalý americký hokejový útočník. Parise byl členem americké reprezentace, která na Zimních olympijských hrách 2010 získala stříbrné medaile. Na tomto turnaji vyrovnával ve finále proti Kanadě v závěrečných sekundách na 2:2.

## Individuální úspěchy
- 2003 - byl jmenován do All-Rookie týmu WCHA.
- 2004 - byl jmenován do All-Star týmu na MS juniorů.
- 2004 - byl vyhlášen nejlepším útočníkem na MS juniorů.
- 2004 - byl vyhlášen nejužitečnějším hráčem na MS juniorů.
- 2004 - byl jmenován do 1. All-Star týmu WCHA.
- 2004 - byl jmenován do 1. All-American týmu NCAA (West)
- 2007 - byl nominován do NHL YoungStars Game.
- 2009 - hrál v NHL All-Star Game.
- 2009 - byl jmenován do 2. All-Star týmu NHL.
- 2010 - byl jmenován do All-Star týmu olympijského turnaje.
- 2011/12 - Nejlepší střelec playoff NHL.

## Týmové úspěchy
- 2002 - vyhrál s týmem USA do 18 let zlatou medaili na MS 18'.
- 2004 - vyhrál s juniorským týmem USA zlatou medaili na MS juniorů.
- 2010 - vyhrál s USA stříbrnou medaili na zimních olympijských hrách.

## Prvenství
- Debut - 5. října 2005 (New Jersey Devils proti Pittsburgh Penguins)
- První gól - 5. října 2005 (New Jersey Devils proti Pittsburgh Penguins, kanadskému brankáři Jocelyn Thibault)
- První asistence - 5. října 2005 (New Jersey Devils proti Pittsburgh Penguins)
- První hattrick - 30. listopadu 2007 (New Jersey Devils proti Montreal Canadiens)

## Klubové statistiky
| Sezóna      | Klub                       | Soutěž      |      | Základní část | Základní část | Základní část | Základní část | Základní část |    | Play off | Play off | Play off | Play off | Play off |
| Sezóna      | Klub                       | Soutěž      | Z    | G             | A             | B             | TM            | Z             | G  | A        | B        | TM       |          |          |
| 2000–01     | Shattuck-St. Marie's       | High-MN     | 58   | 69            | 93            | 162           | —             | —             | —  | —        | —        | —        |          |          |
| 2001–02     | Shattuck-St. Marie's       | High-MN     | 67   | 77            | 101           | 178           | 58            | —             | —  | —        | —        | —        |          |          |
| 2001–02     | USA 18'                    | USDP        | 12   | 7             | 7             | 14            | 6             | —             | —  | —        | —        | —        |          |          |
| 2002–03     | University of North Dakota | WCHA        | 39   | 26            | 35            | 61            | 34            | —             | —  | —        | —        | —        |          |          |
| 2003–04     | University of North Dakota | WCHA        | 37   | 23            | 32            | 55            | 24            | —             | —  | —        | —        | —        |          |          |
| 2004–05     | Albany River Rats          | AHL         | 73   | 18            | 40            | 58            | 56            | —             | —  | —        | —        | —        |          |          |
| 2005–06     | New Jersey Devils          | NHL         | 81   | 14            | 18            | 32            | 28            | 9             | 1  | 2        | 3        | 2        |          |          |
| 2006–07     | New Jersey Devils          | NHL         | 82   | 31            | 31            | 62            | 30            | 11            | 7  | 3        | 10       | 8        |          |          |
| 2007–08     | New Jersey Devils          | NHL         | 81   | 32            | 33            | 65            | 25            | 5             | 1  | 4        | 5        | 2        |          |          |
| 2008–09     | New Jersey Devils          | NHL         | 82   | 45            | 49            | 94            | 24            | 7             | 3  | 3        | 6        | 2        |          |          |
| 2009–10     | New Jersey Devils          | NHL         | 81   | 38            | 44            | 82            | 32            | 5             | 1  | 3        | 4        | 0        |          |          |
| 2010–11     | New Jersey Devils          | NHL         | 13   | 3             | 3             | 6             | 6             | —             | —  | —        | —        | —        |          |          |
| 2011–12     | New Jersey Devils          | NHL         | 82   | 31            | 38            | 69            | 32            | 24            | 8  | 7        | 15       | 4        |          |          |
| 2012–13     | Minnesota Wild             | NHL         | 48   | 18            | 20            | 38            | 16            | 5             | 1  | 0        | 1        | 2        |          |          |
| 2013–14     | Minnesota Wild             | NHL         | 67   | 29            | 27            | 56            | 30            | 6             | 1  | 0        | 1        | 0        |          |          |
| 2014–15     | Minnesota Wild             | NHL         | 74   | 33            | 29            | 62            | 41            | 10            | 4  | 6        | 10       | 4        |          |          |
| 2015–16     | Minnesota Wild             | NHL         | 70   | 25            | 28            | 53            | 36            | —             | —  | —        | —        | —        |          |          |
| 2016–17     | Minnesota Wild             | NHL         | 69   | 19            | 23            | 42            | 30            | 5             | 2  | 1        | 3        | 8        |          |          |
| 2017–18     | Minnesota Wild             | NHL         | 42   | 15            | 9             | 24            | 14            | 3             | 3  | 0        | 3        | 2        |          |          |
| 2017–18     | Iowa Wild                  | AHL         | 1    | 0             | 1             | 1             | 0             | —             | —  | —        | —        | —        |          |          |
| 2018–19     | Minnesota Wild             | NHL         | 74   | 28            | 33            | 61            | 26            | —             | —  | —        | —        | —        |          |          |
| 2019–20     | Minnesota Wild             | NHL         | 69   | 25            | 21            | 46            | 8             | 4             | 0  | 3        | 3        | 2        |          |          |
| 2020–21     | Minnesota Wild             | NHL         | 45   | 7             | 11            | 18            | 6             | 4             | 2  | 1        | 3        | 0        |          |          |
| 2021–22     | New York Islanders         | NHL         | 82   | 15            | 20            | 35            | 28            | —             | —  | —        | —        | —        |          |          |
| 2022–23     | New York Islanders         | NHL         | 82   | 21            | 13            | 34            | 24            | 6             | 0  | 0        | 0        | 2        |          |          |
| 2023–24     | Colorado Avalanche         | NHL         | 30   | 5             | 5             | 10            | 8             | 11            | 2  | 1        | 3        | 0        |          |          |
| NHL celkově | NHL celkově                | NHL celkově | 1254 | 434           | 455           | 889           | 444           | 122           | 39 | 44       | 83       | 44       |          |          |

## Reprezentace
| Rok                       | Tým                       | Soutěž                    | Z  | G  | A  | B  | TM |
| ------------------------- | ------------------------- | ------------------------- | -- | -- | -- | -- | -- |
| 2002                      | USA 18                    | MS-18                     | 8  | 7  | 3  | 10 | 6  |
| 2003                      | USA 20                    | MSJ                       | 7  | 4  | 4  | 8  | 4  |
| 2004                      | USA 20                    | MSJ                       | 6  | 5  | 6  | 11 | 4  |
| 2005                      | USA                       | MS                        | 3  | 0  | 2  | 2  | 0  |
| 2007                      | USA                       | MS                        | 1  | 0  | 0  | 0  | 0  |
| 2008                      | USA                       | MS                        | 7  | 5  | 3  | 8  | 2  |
| 2010                      | USA                       | OH                        | 6  | 4  | 4  | 8  | 0  |
| 2014                      | USA                       | OH                        | 6  | 1  | 0  | 1  | 0  |
| 2016                      | USA                       | SP                        | 3  | 0  | 1  | 1  | 4  |
| Juniorská kariéra celkově | Juniorská kariéra celkově | Juniorská kariéra celkově | 21 | 16 | 13 | 29 | 14 |
| Seniorská kariéra celkově | Seniorská kariéra celkově | Seniorská kariéra celkově | 26 | 10 | 10 | 20 | 6  |